# إيسكويمالت (كولومبيا البريطانية)
إيسكويمالت (بالإنجليزية: Esquimalt)‏ هي مدينة كندية تقع في مقاطعة كولومبيا البريطانية. تبلغ مساحة هذه المدينة 7.0429 (كم²)، ويبلغ عدد سكانها 16840 نسمة حسب إحصاء سنة 2006 م، بينما كان يسكنها 16127 نسمة في سنة 2001 م. تحتل هذه المدينة المرتبة رقم 230 بين مدن كندا حسب عدد السكان والمرتبة رقم 37 في المقاطعة. نما عدد السكان في هذه المدينة بنسبة (4.4) بين العامين المذكورين.

## أعلام
- أنتوني أرمسترونغ
- باسيل بولتن

## وصلات خارجية
- الأطلس الحكومي لكندا
- إحصاءات كندا مع ساعة تعداد السكان